# Харалд Киде
Харалд Хенрик Сагер Киде (на датски: Harald Kidde, 14 август 1878 във Вайле – 23 ноември 1918) е датски писател. Известен е най-вече с Helten (Героят), един от централните романи в датската литература.
Харалд Киде дебютира рано, на 22-годишна възраст, през 1900 г. със Sindbilleder (Сетивни картини), един том лирически миниатюри в съвременен стил, за които той измисля названието жанр параболи. Две години по-късно се появява първият том, Døden (Смъртта), от големия роман в две части Оге и Елсе. Отправна точка за романа е неговият живот и град, Вайле, и е писал по него, откакто станал студент. В редица романи след 1910 г., които имат различни персонажи, всички свързани с Вайле и с една проникваща ги психологическа тематика, се разкрива неговият младежки талант, но и израстване като писател.
Неговият успех идва с написването на значимия роман Helten (1912), в който той излазява религиозните си убеждения, макар и не като строго догматичен и набожен християнин. Произведението му донесло слава, но читателите не го приветствали нито по това време, нито по-късно. Такава съдба в началото има и неговият шедьовър, романът Желязо (Jærnet, 1918), също спечелил международна слава. Книгата е била замислена като голям епос в 4 части за културното развитие от началото на индустриалната ера и по-късно (незнайно колко, тъй като няма оцелели чернови).
Киде умира от испански грип през 1918, тъкмо когато е публикуван романът му Желязо, написан в тези години, който се вписва в преживяванияте на епохата, обратите и душевната обърканост преди края на Първата световна война.